# Parafia św. Józefa Rzemieślnika w Swarzędzu
Parafia św. Józefa Rzemieślnika w Swarzędzu – rzymskokatolicka parafia w Swarzędzu, wchodząca w skład dekanatu swarzędzkiego.
Obejmuje południowo-zachodnią część Swarzędza – Nową Wieś oraz Osiedle Raczyńskiego (4 bloki). Wyodrębniona została 1 sierpnia 2002 z parafii Matki Bożej Wspomożycielki Wiernych w Swarzędzu. Kościół parafialny św. Józefa Rzemieślnika w Swarzędzu wybudowany został w 1989 (w 1998 pełnił funkcję tymczasowej siedziby parafii Chrystusa Jedynego Zbawiciela w Swarzędzu).